# Бойчук Іван Павлович
Іва́н Па́влович Бойчу́к (15 вересня 1892, Могильниця — 28 вересня 1976, м. Торонто, Канада) — діяч української еміграції і робітничого руху в Канаді.

## Біографія
Народився в с. Могильниці (нині Тернопільського району) Тернопільської області.
1913 прибув до Канади.
Брав участь в профспілковому і соціалістичному русі. Бойчук — один з організаторів Комуністичної партії Канади. Починаючи з І з'їзду Компартії (1922), постійно обирається в члени ЦК. 1918 був одним з організаторів і керівників українських організацій в Східній Канаді.
1931 за революційну діяльність засуджений на 5 років тюремного ув'язнення, в 1940—42 перебував у концтаборі.
З 1935 — секретар-скарбник Товариства Український Робітничо-фермерський дім. 1954 Бойчук очолював делегацію Товариства Об'єднаних Українських канадців (ТОУК), яка прибула в СРСР на святкування 300-річчя возз'єднання України з Росією.
Бойчук — голова Канадського слов'янського комітету.